# Storbritanniens försvarschef
Storbritanniens försvarschef (Chief of the Defence Staff; förkortning: CDS) är den högste yrkesmilitära befattningen i den brittiska militären och den främste militära rådgivaren/ställföreträdaren i försvarsministeriet till Storbritanniens försvarsminister. Försvarschefen nomineras av försvarsministern till premiärministern och formellt tillsätts befattningen av monarken i kronrådet
Befattningen inrättades 1959. Den närmaste motsvarigheten före dess var ordföranden för stabschefskommittén (Chiefs of Staff Committee), som funnits sedan 1923 där de tre försvarsgrenarnas stabschefer sammanträdde. Ordförandeskapet i den kommittén roterade mellan Förste sjölorden, Arméstabschefen och Flygstabschefen. Från 1959 till 1997 var den officer som innehade befattningen alltid en femstjärnig officer (OF-10 med Natoterminologi), den högsta graden i respektive försvarsgren. Från 1997 har det varit en fyrstjärnig officer (OF-9).
Chief of the Defence Staff sedan november 2021 är Tony Radakin.

## Lista över försvarschefer (1959–sittande)
| Nr | Porträtt | Namn                   | Ämbetstid                                         | Grad                           | Försvarsgren              |
| -- | -------- | ---------------------- | ------------------------------------------------- | ------------------------------ | ------------------------- |
| 1  |          | Sir William Dickson    | 1 januari 1959 - 12 juli 1959                     | Marshal of the Royal Air Force | Storbritanniens flygvapen |
| 2  |          | Lord Louis Mountabtten | 13 juli 1959 - 15 juli 1965                       | Admiral of the Fleet           | Royal Navy                |
| 3  |          | Sir Richard Hull       | 16 juli 1965 - 4 augusti 1967                     | Fältmarskalk                   | Storbritanniens armé      |
| 4  |          | Sir Charles Elworthy   | 4 augusti 1967 - 8 april 1971                     | Marshal of the Royal Air Force | Storbritanniens flygvapen |
| 5  |          | Sir Peter Hill-Norton  | 9 april 1971 - 21 oktober 1973                    | Admiral of the Fleet           | Royal Navy                |
| 6  |          | Sir Michael Carver     | 21 oktober 1973 - 24 oktober 1976                 | Fältmarskalk                   | Storbritanniens armé      |
| 7  |          | Sir Andrew Humphrey    | 24 oktober 1976 - 24 januari 1977                 | Marshal of the Royal Air Force | Storbritanniens flygvapen |
| -  |          | Sir Edward Ashmore     | 9 februari 1977 - 30 augusti 1977 (tillförordnad) | Admiral of the Fleet           | Royal Navy                |
| 8  |          | Sir Neil Cameron       | 31 augusti 1977 - 31 augusti 1979                 | Marshal of the Royal Air Force | Storbritanniens flygvapen |
| 9  |          | Sir Terence Lewin      | 1 september 1979 - 30 september 1982              | Admiral of the Fleet           | Royal Navy                |
| 10 |          | Sir Edwin Bramall      | 1 oktober 1982 - 31 oktober 1985                  | Fältmarskalk                   | Storbritanniens armé      |
| 11 |          | Sir John Fieldhouse    | 1 november 1985 - 9 december 1988                 | Admiral of the Fleet           | Royal Navy                |
| 12 |          | Sir David Craig        | 9 december 1988 - 1 april 1991                    | Marshal of the Royal Air Force | Storbritanniens flygvapen |
| 13 |          | Sir Richard Vincent    | 2 april 1991 - 31 december 1992                   | Fältmarskalk                   | Storbritanniens armé      |
| 14 |          | Sir Peter Harding      | 31 december 1992 - 13 mars 1994                   | Marshal of the Royal Air Force | Storbritanniens flygvapen |
| 15 |          | Sir Peter Inge         | 15 mars 1994 - 1 april 1997                       | Fältmarskalk                   | Storbritanniens armé      |
| 16 |          | Sir Charles Guthrie    | 2 april 1997 - 15 februari 2001                   | General                        | Storbritanniens armé      |
| 17 |          | Sir Michael Boyce      | 16 februari 2001 - 2 maj 2003                     | Amiral                         | Royal Navy                |
| 18 |          | Sir Michael Walker     | 2 maj 2003 - 28 april 2006                        | General                        | Storbritanniens armé      |
| 19 |          | Sir Graham Stirrup     | 28 april 2006 - 29 oktober 2010                   | Air Chief Marshal              | Storbritanniens flygvapen |
| 20 |          | Sir David Richards     | 29 oktober 2010 - 18 juli 2013                    | General                        | Storbritanniens armé      |
| 21 |          | Sir Nicholas Houghton  | 18 juli 2013 - 14 juli 2016                       | General                        | Storbritanniens armé      |
| 22 |          | Sir Stuart Peach       | 14 juli 2016 - 11 juni 2018                       | Air Chief Marshal              | Storbritanniens flygvapen |
| 23 |          | Sir Nicholas Carter    | 11 juni 2018 - 30 november 2021                   | General                        | Storbritanniens armé      |
| 24 |          | Sir Tony Radakin       | 30 november 2021 - sittande                       | Amiral                         | Royal Navy                |